# Isla del Este (Gran Malvina)
La isla del Este (en inglés: East Island) forma parte del archipiélago de las Malvinas, que según la Organización de las Naciones Unidas (ONU), está en litigio de soberanía entre el Reino Unido, quien la administra como parte del territorio británico de ultramar de las Malvinas, y la Argentina, quien reclama su devolución, y la integra en el departamento Islas del Atlántico Sur de la provincia de Tierra del Fuego, Antártida e Islas del Atlántico Sur. 
Esta isla se encuentra al norte de la Isla Gran Malvina y al sur de la isla de Borbón y de la isla Quebrada. Asimismo está al occidente del seno de Borbón y al oriente de las islas  Pasaje y de la Golding.
Por su nombre idéntico, no se debe confundir con otra isla de este archipiélago, que se encuentra en el sector este de la isla Soledad, en el extremo oriental del puerto Fitz Roy.